# Niwelacja ze środka

∆(a) = 2,2 - 0,5 = 1,7
∆(b) = 2,9 - 1,2 = 1,7

Ustawienie niwelatora względem łat niwelacyjnych

Niwelacja ze środka – jedna z dwóch technik niwelacji geometrycznej.
Pomiar różnicy wysokości z niwelatorem ustawionym w dowolnym punkcie symetralnej odcinka łączącego dwie łaty niwelacyjne. W niwelacji ze środka kluczowym warunkiem jest ustawienie niwelatora w równej odległości od obu łat niwelacyjnych. Odległości te nie muszą być (i często nie są) najkrótszymi z możliwych. W konsekwencji tego stanowisko niwelatora nie musi być zlokalizowane na prostej łączącej obie łaty niwelacyjne:
Przebieg niwelacji ze środka:
1. Ustawienie niwelatora pośrodku niwelowanego odcinka o maksymalnej długości 100 m, tak aby celowe były sobie równe z dokładnością do 1m
2. Wykonanie odczytu z łaty wstecz t1, odczytu w przód p1
3. Zmiana wysokości instrumentu
4. Wykonanie odczytu w przód p2, odczytu wstecz t2
5. Bieżąca kontrola różnic wysokości:
  - O1 = t1 – p1,
  - O2 = t2 – p2,
  - (O2 – O1) < f. dop

Zgodnie z Rozporządzeniem ministra spraw wewnętrznych i administracji z 9 listopada 2011 w sprawie standardów technicznych wykonywania geodezyjnych pomiarów sytuacyjnych i wysokościowych oraz opracowywania i przekazywania wyników tych pomiarów do państwowego zasobu geodezyjnego i kartograficznego (§ 25 ust. 4), błąd średni pomiaru różnic wysokości metodą niwelacji geometrycznej ze środka nie może być większy niż 20 mm/km.